# Mathilde d'Udekem d'Acoz
Mathilde Marie Christine Ghislaine gravin d'Udekem d'Acoz (Ukkel, 20 januari 1973), kortweg koningin Mathilde, is de echtgenote van de Belgische koning Filip en was sinds haar huwelijk tot de troonsbestijging van haar man hertogin van Brabant.

## Jeugd en opleiding
Mathilde werd geboren als jonkvrouw in de familie d'Udekem d'Acoz. Ze is de oudste dochter van graaf Patrick d'Udekem d'Acoz en de Poolse gravin Anne Marie Komorowska. Daarnaast heeft ze nog drie zusters en één broer: Marie-Alix (16 september 1974 - 14 augustus 1997), Elisabeth (17 januari 1977), Hélène (22 september 1979) en Charles-Henri (13 mei 1985). In 1997 kwam Marie-Alix samen met haar grootmoeder om bij een auto-ongeluk.
Mathilde groeide op in het Waalse dorpje Villers-la-Bonne-Eau nabij Bastenaken in het kasteel van Losange waar destijds ook de prinselijke verloving tussen kroonprins Umberto van Savoie en Marie José van België plaatsvond. Ze studeerde moderne talen aan het Institut Vierge Fidèle, te Brussel. Daarna studeerde ze met grote onderscheiding af aan het Institut libre Marie Haps (Haute École Léonard de Vinci) als logopediste. Ze had in Brussel haar eigen praktijk en werkte ook deeltijds in een school voor lager onderwijs.
In 1998 begon ze (via een schakelprogramma) een academische opleiding aan de UCLouvain in Louvain-la-Neuve en behaalde er met onderscheiding het diploma van licentiaat in de psychologie. Mathilde spreekt vloeiend Frans, Nederlands, Engels, Italiaans en een beetje Spaans.

## Huwelijk met Filip van België

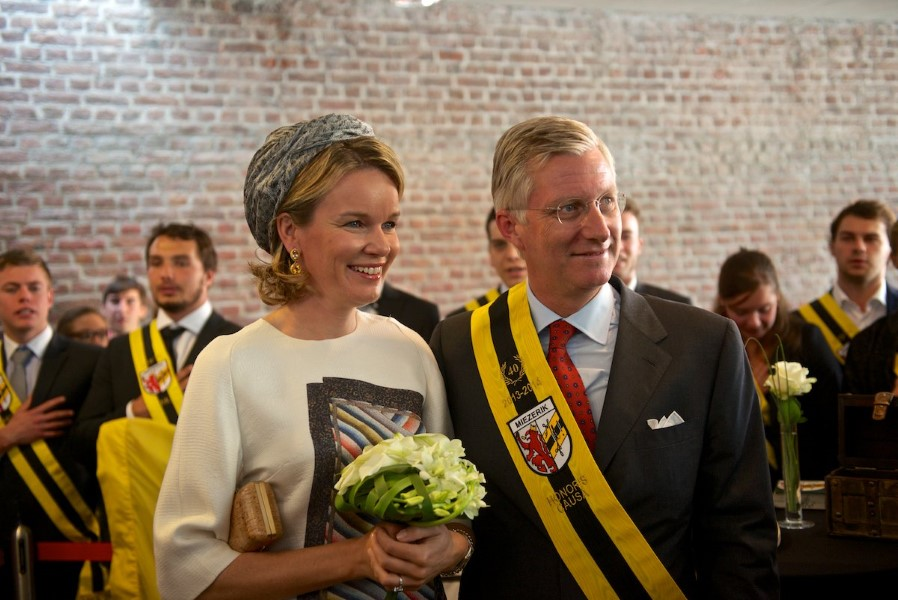
Het paar tijdens de Blijde Intrede in Hasselt

Op 13 september 1999 werd zij officieel voorgesteld als verloofde van kroonprins Filip. Dit had plaats in de tuin van het kasteel van Laken. Daarna volgde een kennismaking met de bevolking via de blijde inkomst in elke provincie. Het hof maakte bekend dat het huwelijk nog hetzelfde jaar zou plaatsvinden.
Op 4 december 1999 trad Mathilde in het huwelijk met Filip van België. Vervolgens droeg zij de titels van hertogin van Brabant en prinses van België. Op 12 augustus 2000 werd haar vader verheven tot graaf met overgang van deze titel op al zijn afstammelingen en van die datum af was zij gravin d'Udekem d'Acoz (zie: État présent de la noblesse belge (2013), p. 293). Het burgerlijk huwelijk werd gesloten door de burgemeester van Brussel, Ridder François-Xavier de Donnea in het stadhuis van Brussel. Het kerkelijk huwelijk werd door de aartsbisschop van Mechelen-Brussel, kardinaal Danneels ingezegend. De prinses droeg de kanten sluier van haar schoonmoeder, koningin Paola. Na haar huwelijk schonk de prinses haar huwelijksboeket aan Onze-Lieve-Vrouw van Halle als devotiegeschenk.
De prinses stichtte het Fonds Prinses Mathilde met geld dat ze ontving als huwelijksgift; jaarlijks wordt met dat geld de Prijs Prinses Mathilde uitgereikt.
Met haar man koning Filip kreeg de huidige koningin vier kinderen:
- Prinses Elisabeth (25 oktober 2001)
- Prins Gabriël (20 augustus 2003)
- Prins Emmanuel (4 oktober 2005)
- Prinses Eléonore (16 april 2008)

Koningin Mathilde is de doopmeter van prinses Alexia der Nederlanden en prinses Isabella van Denemarken.

## Koningin der Belgen

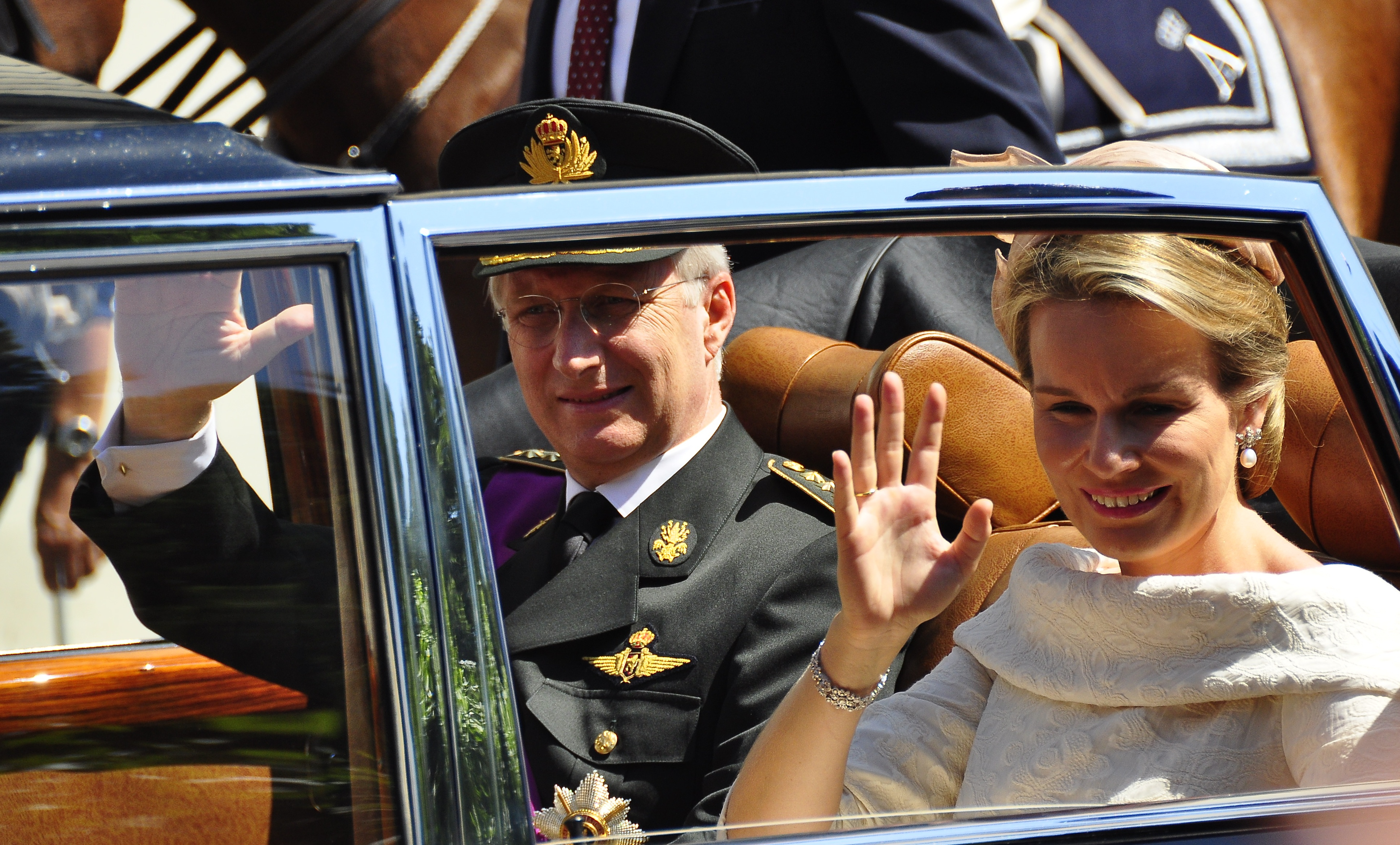
Koning Filip en koningin Mathilde op de dag van de eedaflegging (Brussel, 21 juli 2013)

Prinses Mathilde werd na de troonsafstand van koning Albert II op 21 juli 2013 de eerste koningin der Belgen die in België is geboren. Lilian Baels, de tweede echtgenote van koning Leopold III, had wel de Belgische nationaliteit, maar heeft nooit de titel van koningin gedragen. Zij was trouwens niet in België geboren, maar in Londen, waar haar familie verbleef tijdens de Eerste Wereldoorlog.

### Activiteiten
Koningin Mathilde zet de verbintenissen van koningin Fabiola voort, met wie ze zeer hecht was: ze volgt haar op als erevoorzitter van de Internationale Muziekwedstrijd Koningin Elisabeth van België en de Koning Boudewijnstichting. Koningin Fabiola heeft verschillende van haar juwelen nagelaten aan koningin Mathilde.
In 2016 nodigde de VN-secretaris-generaal koningin Mathilde uit om zich aan te sluiten bij de VN-groep van pleitbezorgers voor duurzame ontwikkeling. Deze groep van ongeveer 15 personen zal de VN moeten helpen de energie en de actie van de internationale gemeenschap te mobiliseren om de doelstellingen voor duurzame ontwikkeling tegen 2030 te bereiken (deze doelstellingen zijn in september 2015 door de lidstaten van de VN aangenomen). Sinds 2018 is de koningin ook Erevoorzitter van de Federale Raad voor Duurzame Ontwikkeling.
Als Erevoorzitter van UNICEF België en/of als pleitbezorger van de SDG's van de VN onderneemt ze jaarlijks een humanitaire reis naar het buitenland om het publiek te sensibiliseren: Ethiopië in 2015, Jordanië in 2016, Laos in 2017, Ghana in 2018, Mozambique in 2019. Ook is ze vertegenwoordiger van UNAIDS en helpt ze op vraag van UNICEF via haar naamsbekendheid.
In 2018 sluit de koningin zich aan bij een informele groep van wereldleiders binnen de Wereldbankgroep om haar "Human Capital Project" te ondersteunen. Het project wil meer en beter investeren in menselijk kapitaal met een focus op gezondheid (inclusief geestelijke gezondheid), kwaliteitsonderwijs en goede voeding.

## Eretekens
- België: grootlint in de Leopoldsorde
- Denemarken: ridder van de Orde van de Olifant
- Frankrijk: grootkruis Legioen van Eer
- Finland: grootkruis Orde van de Witte Roos
- Duitsland: grootkruis speciale klasse Orde van Verdienste van de Bondsrepubliek Duitsland
- Vaticaanstad: dame grootkruis Orde van het Heilig Graf van Jeruzalem
- Japan: grootkruis Orde van de Kostbare Kroon
- Jordanië: grootlint Hoge Orde van de Onafhankelijkheid
- Litouwen: grootkruis in de Orde van Vytautas de Grote
- Luxemburg: ridder in de Huisorde van de Gouden Leeuw van Nassau
- Luxemburg: grootkruis Orde van Verdienste van Adolf van Nassau

- Nederland: ridder grootkruis Orde van de Nederlandse Leeuw
- Nederland: ridder grootkruis Orde van Oranje-Nassau
- Nederland: ontvanger van de inhuldigingspenning van koning Willem-Alexander
- Noorwegen: grootkruis Orde van Sint-Olaf
- Polen: grootkruis Orde van de Witte Adelaar
- Polen: grootkruis Orde van Verdienste van de Republiek Polen
- Portugal: grootkruis Orde van Christus
- Portugal: grootkruis met keten Orde van de Infant Dom Henrique
- Spanje: dame grootkruis Orde van Isabella de Katholieke
- Zweden: grootkruis Orde van de Poolster
- Zweden: ontvanger 70e verjaardagspenning van koning Carl XVI Gustaf

## Wapenschilden
| Verenigd Wapen van Koning Filip en Koningin Mathilde | Dubbel Monogram van Koning Filip en Koningin Mathilde | Wapen van het Huis d'Udekem d'Acoz | Wapen van Mathilde d'Udekem d'Acoz |

## Voorouders
| Voorouders van Mathilde d'Udekem d'Acoz | Voorouders van Mathilde d'Udekem d'Acoz                                               | Voorouders van Mathilde d'Udekem d'Acoz                                               | Voorouders van Mathilde d'Udekem d'Acoz                                               | Voorouders van Mathilde d'Udekem d'Acoz                                               | Voorouders van Mathilde d'Udekem d'Acoz                           | Voorouders van Mathilde d'Udekem d'Acoz                           | Voorouders van Mathilde d'Udekem d'Acoz                           | Voorouders van Mathilde d'Udekem d'Acoz                           |
| --------------------------------------- | ------------------------------------------------------------------------------------- | ------------------------------------------------------------------------------------- | ------------------------------------------------------------------------------------- | ------------------------------------------------------------------------------------- | ----------------------------------------------------------------- | ----------------------------------------------------------------- | ----------------------------------------------------------------- | ----------------------------------------------------------------- |
| Overgrootouders                         | Maximilien d'Udekem d'Acoz ∞ Maria van Eyll                                           | Maximilien d'Udekem d'Acoz ∞ Maria van Eyll                                           | Clément Outryve d'Ydewalle ∞ Madeleine de Thibault de Boesinghe                       | Clément Outryve d'Ydewalle ∞ Madeleine de Thibault de Boesinghe                       | Michel Komorowski ∞ Maria Zaborowska                              | Michel Komorowski ∞ Maria Zaborowska                              | Adam Stefan Sapieha-Kodenski ∞ Thérèse Sobanska                   | Adam Stefan Sapieha-Kodenski ∞ Thérèse Sobanska                   |
| Grootouders                             | Charles d'Udekem d'Acoz (1885-1968) ∞ 1933 Suzanne van Outryve d’Ydewalle (1898-1983) | Charles d'Udekem d'Acoz (1885-1968) ∞ 1933 Suzanne van Outryve d’Ydewalle (1898-1983) | Charles d'Udekem d'Acoz (1885-1968) ∞ 1933 Suzanne van Outryve d’Ydewalle (1898-1983) | Charles d'Udekem d'Acoz (1885-1968) ∞ 1933 Suzanne van Outryve d’Ydewalle (1898-1983) | Leon Komorowski ∞ Sophia Sapieha-Kodenska                         | Leon Komorowski ∞ Sophia Sapieha-Kodenska                         | Leon Komorowski ∞ Sophia Sapieha-Kodenska                         | Leon Komorowski ∞ Sophia Sapieha-Kodenska                         |
| Ouders                                  | Patrick d'Udekem d'Acoz (1936-2008) ∞ 1971 Anne Komorowska (1946)                     | Patrick d'Udekem d'Acoz (1936-2008) ∞ 1971 Anne Komorowska (1946)                     | Patrick d'Udekem d'Acoz (1936-2008) ∞ 1971 Anne Komorowska (1946)                     | Patrick d'Udekem d'Acoz (1936-2008) ∞ 1971 Anne Komorowska (1946)                     | Patrick d'Udekem d'Acoz (1936-2008) ∞ 1971 Anne Komorowska (1946) | Patrick d'Udekem d'Acoz (1936-2008) ∞ 1971 Anne Komorowska (1946) | Patrick d'Udekem d'Acoz (1936-2008) ∞ 1971 Anne Komorowska (1946) | Patrick d'Udekem d'Acoz (1936-2008) ∞ 1971 Anne Komorowska (1946) |
| Mathilde d'Udekem d'Acoz (1973)         |                                                                                       |                                                                                       |                                                                                       |                                                                                       |                                                                   |                                                                   |                                                                   |                                                                   |